# Madaillan
Madaillan – miejscowość i gmina we Francji, w regionie Nowa Akwitania, w departamencie Lot i Garonna.
Według danych na rok 1990 gminę zamieszkiwało 489 osób, a gęstość zaludnienia wynosiła 20 osób/km² (wśród 2290 gmin Akwitanii Madaillan plasuje się na 721. miejscu pod względem liczby ludności, natomiast pod względem powierzchni na miejscu 388.).